# T.I./Diskografie
Diese Diskografie ist eine Übersicht über die musikalischen Werke des US-amerikanischen Rappers T.I.. Den Schallplattenauszeichnungen zufolge hat er bisher mehr als 89,8 Millionen Tonträger verkauft, davon alleine in seiner Heimat über 78,8 Millionen. Seine erfolgreichste Veröffentlichung ist die Single Blurred Lines mit über 15,9 Millionen verkauften Einheiten.

## Alben

### Studioalben
| Jahr | Titel Musiklabel                                    | Höchstplatzierung, Gesamtwochen, AuszeichnungChartplatzierungen (Jahr, Titel, Musiklabel, Platzierungen, Wochen, Auszeichnungen, Anmerkungen) | Höchstplatzierung, Gesamtwochen, AuszeichnungChartplatzierungen (Jahr, Titel, Musiklabel, Platzierungen, Wochen, Auszeichnungen, Anmerkungen) | Höchstplatzierung, Gesamtwochen, AuszeichnungChartplatzierungen (Jahr, Titel, Musiklabel, Platzierungen, Wochen, Auszeichnungen, Anmerkungen) | Höchstplatzierung, Gesamtwochen, AuszeichnungChartplatzierungen (Jahr, Titel, Musiklabel, Platzierungen, Wochen, Auszeichnungen, Anmerkungen) | Höchstplatzierung, Gesamtwochen, AuszeichnungChartplatzierungen (Jahr, Titel, Musiklabel, Platzierungen, Wochen, Auszeichnungen, Anmerkungen) | Anmerkungen                              |
| Jahr | Titel Musiklabel                                    | DE | AT | CH | UK | US | Anmerkungen                              |
| ---- | --------------------------------------------------- | --- | --- | --- | --- | --- | ---------------------------------------- |
| 2001 | I’m Serious Arista Records                          | — | — | — | — | US98 (3 Wo.)US | Erstveröffentlichung: 9. Oktober 2001    |
| 2003 | Trap Muzik Grand Hustle Records                     | — | — | — | — | US4 Platin · (51 Wo.)US | Erstveröffentlichung: 19. August 2003    |
| 2004 | Urban Legend Grand Hustle Records                   | — | — | — | — | US7 ×2Doppelplatin · (43 Wo.)US | Erstveröffentlichung: 30. November 2004  |
| 2006 | King Grand Hustle Records                           | DE86 (1 Wo.)DE | — | CH99 (1 Wo.)CH | UK83 Silber · (3 Wo.)UK | US1 ×2Doppelplatin · (47 Wo.)US | Erstveröffentlichung: 27. März 2006      |
| 2007 | T.I. vs. T.I.P. Grand Hustle Records                | DE96 (1 Wo.)DE | — | CH59 (2 Wo.)CH | — | US1 Platin · (33 Wo.)US | Erstveröffentlichung: 29. Juni 2007      |
| 2008 | Paper Trail Grand Hustle Records                    | DE79 (1 Wo.)DE | — | CH46 (5 Wo.)CH | UK42 Gold · (28 Wo.)UK | US1 ×4Vierfachplatin · (57 Wo.)US | Erstveröffentlichung: 26. September 2008 |
| 2010 | No Mercy Grand Hustle Records                       | — | — | — | UK39 (1 Wo.)UK | US4 Platin · (20 Wo.)US | Erstveröffentlichung: 7. Dezember 2010   |
| 2012 | Trouble Man: Heavy Is the Head Grand Hustle Records | — | — | — | — | US2 Gold · (27 Wo.)US | Erstveröffentlichung: 18. Dezember 2012  |
| 2014 | Paperwork Grand Hustle Records / Sony Music         | — | — | CH64 (1 Wo.)CH | UK85 (1 Wo.)UK | US2 (20 Wo.)US | Erstveröffentlichung: 17. Oktober 2014   |
| 2018 | Dime Trap Grand Hustle Records / Sony Music         | — | — | — | — | US13 (4 Wo.)US | Erstveröffentlichung: 5. Oktober 2018    |
| 2020 | The L.I.B.R.A. Grand Hustle Records / Empire        | — | — | — | — | US18 (3 Wo.)US | Erstveröffentlichung: 16. Oktober 2020   |

### Remixalben
- 2004: Urban Legend: Chopped & Screwed (feat. Paul Wall)

### Mixtapes
- 2004: Down with the King
- 2006: The Leak
- 2009: A Year and a Day
- 2010: Fuck a Mixtape
- 2012: Fuck da City Up
- 2013: Hustle Gang Presents: G.D.O.D. (Get Dough Or Die) (feat. Grand Hustle)
- 2014: The Grand Hustle

### EPs
| Jahr | Titel Musiklabel                             | Höchstplatzierung, Gesamtwochen, AuszeichnungChartplatzierungen (Jahr, Titel, Musiklabel, Platzierungen, Wochen, Auszeichnungen, Anmerkungen) | Höchstplatzierung, Gesamtwochen, AuszeichnungChartplatzierungen (Jahr, Titel, Musiklabel, Platzierungen, Wochen, Auszeichnungen, Anmerkungen) | Höchstplatzierung, Gesamtwochen, AuszeichnungChartplatzierungen (Jahr, Titel, Musiklabel, Platzierungen, Wochen, Auszeichnungen, Anmerkungen) | Höchstplatzierung, Gesamtwochen, AuszeichnungChartplatzierungen (Jahr, Titel, Musiklabel, Platzierungen, Wochen, Auszeichnungen, Anmerkungen) | Höchstplatzierung, Gesamtwochen, AuszeichnungChartplatzierungen (Jahr, Titel, Musiklabel, Platzierungen, Wochen, Auszeichnungen, Anmerkungen) | Anmerkungen                                         |
| Jahr | Titel Musiklabel                             | DE | AT | CH | UK | US | Anmerkungen                                         |
| ---- | -------------------------------------------- | --- | --- | --- | --- | --- | --------------------------------------------------- |
| 2008 | A King of Oneself                            | — | — | — | — | US128 (1 Wo.)US | Erstveröffentlichung: 30. September 2008            |
| 2015 | Da’ Nic King                                 | — | — | — | — | US22 (3 Wo.)US | Erstveröffentlichung: 18. September 2015 als T.I.P. |
| 2016 | Us or Else Grand Hustle Records / Roc Nation | — | — | — | — | US175 (1 Wo.)US | Erstveröffentlichung: 30. September 2016            |

Weitere EPs
- 2009: Paper Trails: Case Closed

## Singles

### Als Leadmusiker
| Jahr | Titel Album                                | Höchstplatzierung, Gesamtwochen, AuszeichnungChartplatzierungen (Jahr, Titel, Album, Platzierungen, Wochen, Auszeichnungen, Anmerkungen) | Höchstplatzierung, Gesamtwochen, AuszeichnungChartplatzierungen (Jahr, Titel, Album, Platzierungen, Wochen, Auszeichnungen, Anmerkungen) | Höchstplatzierung, Gesamtwochen, AuszeichnungChartplatzierungen (Jahr, Titel, Album, Platzierungen, Wochen, Auszeichnungen, Anmerkungen) | Höchstplatzierung, Gesamtwochen, AuszeichnungChartplatzierungen (Jahr, Titel, Album, Platzierungen, Wochen, Auszeichnungen, Anmerkungen) | Höchstplatzierung, Gesamtwochen, AuszeichnungChartplatzierungen (Jahr, Titel, Album, Platzierungen, Wochen, Auszeichnungen, Anmerkungen) | Anmerkungen                                                                                          |
| Jahr | Titel Album                                | DE | AT | CH | UK | US | Anmerkungen                                                                                          |
| ---- | ------------------------------------------ | --- | --- | --- | --- | --- | --- |
| 2003 | 24’s Trap Muzik                            | — | — | — | — | US78 Gold · (15 Wo.)US | Erstveröffentlichung: 15. April 2003                                                                 |
| 2004 | Rubber Band Man Trap Muzik                 | — | — | — | — | US30 (20 Wo.)US | Erstveröffentlichung: 30. Dezember 2003                                                              |
| 2004 | Let’s Get Away Trap Muzik                  | — | — | — | — | US35 (18 Wo.)US | Erstveröffentlichung: 29. Juni 2004 feat. Jazze Pha                                                  |
| 2004 | Bring ’Em Out Urban Legend                 | — | — | — | UK59 (2 Wo.)UK | US9 ×2Doppelplatin + Gold (Mastertone) · (21 Wo.)US                                                                                      | Erstveröffentlichung: 19. Oktober 2004                                                               |
| 2005 | U Don’t Know Me Urban Legend               | — | — | — | — | US23 Gold + Platin (Mastertone) · (20 Wo.)US                                                                                             | Erstveröffentlichung: 11. Januar 2005                                                                |
| 2005 | ASAP Urban Legend                          | — | — | — | — | US75 Gold + Gold (Mastertone) · (8 Wo.)US                                                                                                | Erstveröffentlichung: 24. Mai 2005                                                                   |
| 2006 | What You Know King                         | — | — | — | — | US3 ×2Doppelplatin + Platin (Mastertone) · (20 Wo.)US                                                                                    | Erstveröffentlichung: 28. Februar 2006                                                               |
| 2006 | Why You Wanna King                         | — | — | CH43 (8 Wo.)CH | UK22 (8 Wo.)UK | US29 Gold + Gold (Mastertone) · (20 Wo.)US                                                                                               | Erstveröffentlichung: 18. April 2006                                                                 |
| 2006 | Live in the Sky King                       | — | — | — | UK83 (1 Wo.)UK | — | Erstveröffentlichung: 11. November 2006 feat. Jamie Foxx                                             |
| 2006 | Top Back King                              | — | — | — | — | US29 Platin + Gold (Mastertone) · (20 Wo.)US                                                                                             | Erstveröffentlichung: 12. Dezember 2006                                                              |
| 2007 | Big Things Poppin’ (Do It) T.I. vs. T.I.P. | — | — | — | — | US9 (19 Wo.)US | Erstveröffentlichung: 29. Mai 2007                                                                   |
| 2007 | You Know What It Is T.I. vs. T.I.P.        | — | — | — | — | US34 (18 Wo.)US | Erstveröffentlichung: 10. Juli 2007 feat. Wyclef Jean                                                |
| 2008 | No Matter What Paper Trail                 | — | — | — | — | US72 (2 Wo.)US | Erstveröffentlichung: 29. April 2008                                                                 |
| 2008 | Whatever You Like Paper Trail              | DE57 (9 Wo.)DE | AT70 (1 Wo.)AT | — | UK47 Gold · (16 Wo.)UK | US1 ×8×2Achtfachplatin + Doppelplatin (Mastertone) · (31 Wo.)US                                                                          | Erstveröffentlichung: 29. Juli 2008                                                                  |
| 2008 | Swing Ya Rag Paper Trail                   | — | — | — | — | US62 (2 Wo.)US | Erstveröffentlichung: 26. August 2008 feat. Swizz Beatz                                              |
| 2008 | What Up, What’s Haapnin’ Paper Trail       | — | — | — | — | US84 (1 Wo.)US | Erstveröffentlichung: 2. September 2008                                                              |
| 2008 | Swagga Like Us Paper Trail                 | — | — | — | UK33 (3 Wo.)UK | US5 Platin · (20 Wo.)US | Erstveröffentlichung: 6. September 2008 Verkäufe: + 1.000.000; feat. Jay-Z, Kanye West und Lil Wayne |
| 2008 | Live Your Life Paper Trail                 | DE12 (15 Wo.)DE | AT5 (15 Wo.)AT | CH8 (30 Wo.)CH | UK2 ×2Doppelplatin · (27 Wo.)UK | US1 ×8Achtfachplatin + Platin (Mastertone) · (28 Wo.)US                                                                                  | Erstveröffentlichung: 23. September 2008 feat. Rihanna                                               |
| 2008 | Ready for Whatever Paper Trail             | — | — | — | — | US57 (1 Wo.)US | Erstveröffentlichung: 23. September 2008                                                             |
| 2009 | Dead and Gone Paper Trail                  | DE7 (12 Wo.)DE | AT11 (12 Wo.)AT | CH18 (14 Wo.)CH | UK4 Platin · (24 Wo.)UK | US2 ×5Fünffachplatin + Gold (Mastertone) · (29 Wo.)US                                                                                    | Erstveröffentlichung: 4. Januar 2009 feat. Justin Timberlake                                         |
| 2009 | Remember Me Paper Trail: Case Closed       | — | — | — | UK34 (3 Wo.)UK | US29 (2 Wo.)US | Erstveröffentlichung: 7. Juli 2009 feat. Mary J. Blige                                               |
| 2009 | Hell of a Life Download                    | — | — | — | — | US54 (2 Wo.)US | Erstveröffentlichung: 6. Oktober 2009                                                                |
| 2010 | Yeah Ya Know (Takers) Takers OST           | — | — | — | — | US44 (2 Wo.)US | Erstveröffentlichung: 24. Mai 2010                                                                   |
| 2010 | I’m Back No Mercy                          | — | — | — | — | US44 (15 Wo.)US | Erstveröffentlichung: 8. März 2010                                                                   |
| 2010 | Got Your Back No Mercy                     | — | — | — | UK45 (2 Wo.)UK | US38 Platin · (17 Wo.)US | Erstveröffentlichung: 1. Juni 2010 feat. Keri Hilson                                                 |
| 2010 | Get Back Up No Mercy                       | — | — | — | — | US70 (1 Wo.)US | Erstveröffentlichung: 29. Oktober 2010 feat. Chris Brown                                             |
| 2011 | That’s All She Wrote No Mercy              | — | — | — | — | US18 (5 Wo.)US | Erstveröffentlichung: 11. Januar 2011 feat. Eminem                                                   |
| 2011 | I’m Flexin’ Trouble Man                    | — | — | — | — | US66 (1 Wo.)US | Erstveröffentlichung: 4. Oktober 2011 feat. Big K.R.I.T.                                             |
| 2011 | We Don’t Get Down Like Y’All –             | — | — | — | — | US78 (1 Wo.)US | Erstveröffentlichung: 9. August 2011 feat. B.o.B                                                     |
| 2012 | Love This Life Trouble Man                 | — | — | — | — | US81 (1 Wo.)US | Erstveröffentlichung: 3. April 2012                                                                  |
| 2012 | Go Get It Trouble Man                      | — | — | — | — | US77 (1 Wo.)US | Erstveröffentlichung: 17. Juli 2012                                                                  |
| 2012 | Ball Trouble Man                           | — | — | — | — | US50 Platin · (20 Wo.)US | Erstveröffentlichung: 16. Oktober 2012 feat. Lil Wayne                                               |
| 2013 | Wit Me –                                   | — | — | — | — | US80 (2 Wo.)US | Erstveröffentlichung: 21. Mai 2013 feat. Lil Wayne                                                   |
| 2013 | Memories Back Then –                       | — | — | — | — | US88 (2 Wo.)US | Erstveröffentlichung: 18. September 2013 mit B.o.B & Kendrick Lamar feat. Kris Stephens              |
| 2014 | About the Money Paperwork                  | — | — | — | — | US42 Gold · (20 Wo.)US | Erstveröffentlichung: 3. Juni 2014 feat. Young Thug                                                  |
| 2014 | No Mediocre Paperwork                      | — | — | — | UK49 (2 Wo.)UK | US33 Platin · (20 Wo.)US | Erstveröffentlichung: 16. Juni 2014 feat. Iggy Azalea                                                |
| 2020 | Pardon The L.I.B.R.A.                      | — | — | — | — | US97 Gold · (1 Wo.)US | Erstveröffentlichung: 14. Oktober 2020 feat. Lil Baby                                                |

Weitere Singles
- 2024: Thank God (feat. Young Dro, Kirk Franklin & Sunday Service Choir)

### Als Gastmusiker
| Jahr | Titel Album                                       | Höchstplatzierung, Gesamtwochen, AuszeichnungChartplatzierungen (Jahr, Titel, Album, Platzierungen, Wochen, Auszeichnungen, Anmerkungen) | Höchstplatzierung, Gesamtwochen, AuszeichnungChartplatzierungen (Jahr, Titel, Album, Platzierungen, Wochen, Auszeichnungen, Anmerkungen) | Höchstplatzierung, Gesamtwochen, AuszeichnungChartplatzierungen (Jahr, Titel, Album, Platzierungen, Wochen, Auszeichnungen, Anmerkungen) | Höchstplatzierung, Gesamtwochen, AuszeichnungChartplatzierungen (Jahr, Titel, Album, Platzierungen, Wochen, Auszeichnungen, Anmerkungen) | Höchstplatzierung, Gesamtwochen, AuszeichnungChartplatzierungen (Jahr, Titel, Album, Platzierungen, Wochen, Auszeichnungen, Anmerkungen) | Anmerkungen |
| Jahr | Titel Album                                       | DE | AT | CH | UK | US | Anmerkungen |
| ---- | ------------------------------------------------- | --- | --- | --- | --- | --- | --- |
| 2003 | Never Scared AttenCHUN!                           | — | — | — | — | US26 (20 Wo.)US | Erstveröffentlichung: 8. April 2003 Bone Crusher feat. T.I. & Killer Mike |
| 2004 | Soldier Destiny Fullfiled                         | DE11 (10 Wo.)DE | AT25 (11 Wo.)AT | CH10 (16 Wo.)CH | UK4 Silber · (7 Wo.)UK | US3 Platin (Mastertone) + Platin · (21 Wo.)US                                                                                            | Erstveröffentlichung: 7. Dezember 2004 Destiny’s Child feat. T.I. & Lil Wayne |
| 2005 | I’m a King 25 to Life                             | — | — | — | — | US67 Gold · (11 Wo.)US | P$C feat. T.I. & Lil Scrappy |
| 2006 | Shoulder Lean Best Thang smokin’                  | — | — | — | — | US10 ×2Doppelplatin (Mastertone) · (20 Wo.)US                                                                                            | Erstveröffentlichung: 2. Mai 2006 Young Dro feat. T.I. |
| 2006 | My Love Futuresex/Lovesound                       | DE4 Gold · (21 Wo.)DE | AT6 (28 Wo.)AT | CH2 (34 Wo.)CH | UK2 Platin · (21 Wo.)UK | US1 Platin (Mastertone) + Platin · (29 Wo.)US                                                                                            | Erstveröffentlichung: 24. Oktober 2006 Justin Timberlake feat. T.I. |
| 2006 | Pac’s Life                                        | DE31 (5 Wo.)DE | — | — | UK21 (7 Wo.)UK | — | Erstveröffentlichung: 21. Dezember 2006 2Pac feat. T.I. & Ashanti |
| 2007 | I’m a Flirt (Remix) Double Up                     | DE55 (4 Wo.)DE | — | CH78 (1 Wo.)CH | UK18 (6 Wo.)UK | US12 Platin (Mastertone) · (20 Wo.)US | Erstveröffentlichung: 2. März 2007 R.Kelly feat. T.I. |
| 2007 | We Takin’ Over We the best                        | — | — | — | — | US35 Platin · (6 Wo.)US | Erstveröffentlichung: 27. März 2007 DJ Khaled feat. Akon, T.I., Rick Ross, Fat Joe, Birdman & Lil Wayne |
| 2008 | Just Like Me Intuition                            | — | — | — | — | US49 (18 Wo.)US | Erstveröffentlichung: 19. August 2008 Jamie Foxx feat. T.I. |
| 2008 | Ain’t I Futuristic Leland                         | — | — | — | — | US47 (19 Wo.)US | Erstveröffentlichung: 25. November 2008 Yung L.A. feat. T.I. & Young Dro |
| 2010 | Hello Good Morning Last Train to Paris            | — | — | CH65 (1 Wo.)CH | UK22 (6 Wo.)UK | US27 Gold · (20 Wo.)US | Erstveröffentlichung: 30. März 2010 Diddy–Dirty Money feat. T.I. |
| 2010 | Winner Best Night of my Life                      | — | — | — | — | US28 (11 Wo.)US | Erstveröffentlichung: 7. April 2010 Jamie Foxx feat. T.I. & Justin Timberlake |
| 2010 | Bet I B.o.B. present: The adventures of Bobby Ray | — | — | — | — | US72 (1 Wo.)US | Erstveröffentlichung am 27. April 2010 B.o.B feat. T.I. Playboy Tre |
| 2010 | Fancy Thank Me Later                              | — | — | — | UK— SilberUK | US25 Platin · (20 Wo.)US | Erstveröffentlichung: 3. August 2010 Drake feat. T.I. & Swizz Beatz |
| 2011 | 9 Piece Ashes to Ashes                            | — | — | — | — | US61 Gold · (2 Wo.)US | Erstveröffentlichung: 14. Mai 2011 Verkäufe: + 500.000, Rick Ross feat. T.I. |
| 2011 | Sleazy Remix 2.0 (Get Sleazier) –                 | — | — | — | — | US37 (1 Wo.)US | Erstveröffentlichung: 7. Dezember 2011 Kesha feat. Lil Wayne, Wiz Khalifa, T.I. & André 3000 |
| 2012 | Magic Pluto                                       | — | — | — | — | US69 Gold · (9 Wo.)US | Erstveröffentlichung: 24. Januar 2012 Future feat. T.I. |
| 2012 | Ima Boss (Remix) –                                | — | — | — | — | US51 (2 Wo.)US | Erstveröffentlichung: 7. Februar 2012 Meek Mill feat. T.I., Birdman, Lil Wayne, DJ Khaled, Rick Ross & Swizz Beatz |
| 2012 | Back 2 Life (Live It Up) Back 2 Life              | DE70 (1 Wo.)DE | — | — | — | — | Erstveröffentlichung: 5. Juni 2012 Sean Kingston feat. T.I. |
| 2012 | 2 Reasons Chapter V                               | — | — | — | — | US43 Platin · (20 Wo.)US | Erstveröffentlichung: 12. Juni 2012 Trey Songz feat. T.I. |
| 2013 | We Still in This Bitch Quality Street Music       | — | — | — | — | US64 Platin · (20 Wo.)US | Erstveröffentlichung: 8. Januar 2013 B.o.B. feat. T.I. und Juicy J |
| 2013 | Blurred Lines                                     | DE1 ×4Vierfachplatin · (55 Wo.)DE | AT1 Platin · (42 Wo.)AT | CH1 ×3Dreifachplatin · (47 Wo.)CH | UK1 ×4Vierfachplatin · (63 Wo.)UK | US1 Diamant · (48 Wo.)US | Erstveröffentlichung: 26. März 2013 Verkäufe: + 15.991.090; Robin Thicke feat. T.I. & Pharrell Williams |
| 2013 | Upper Echelon –                                   | — | — | — | — | US— GoldUS | Erstveröffentlichung: 17. April 2013 Verkäufe: + 500.000; Travis Scott feat. T.I. & 2 Chainz |
| 2013 | Bugatti (Remix) Trials & Tribulations             | — | — | — | — | — | Erstveröffentlichung: 7. Juni 2013 Ace Hood feat. Wiz Khalifa, T.I., Meek Mill, French Montana, 2 Chainz, Future, DJ Khaled & Birdman                                                                                               |
| 2013 | I Wish Sorry I’m Late                             | — | — | — | — | — | Erstveröffentlichung: 2. September 2013 Verkäufe: + 7.500; Cher Lloyd feat. T.I. |
| 2013 | Change Your Life The New Classic                  | — | — | — | UK10 Silber · (5 Wo.)UK | US— GoldUS | Erstveröffentlichung: 12. September 2013 Iggy Azalea feat. T.I. |
| 2013 | King Shit I Am                                    | — | — | — | — | US— GoldUS | Erstveröffentlichung: 17. Oktober 2013 Yo Gotti feat. T.I. |
| 2017 | I’m On 3.0 The Truth, Pt.2                        | — | — | — | — | — | Erstveröffentlichung: 23. Juni 2017 Trae tha Truth feat. T.I., Dave East, Tee Grizzley, Royce da 5′9″, Curren$y, D.R.A.M., Snoop Dogg, Fabolous, Rick Ross, Chamillionaire, G-Eazy, Styles P., E-40, Mark Morrison & Gary Clark jr. |
| 2018 | Ye vs. the People –                               | — | — | — | — | US85 (1 Wo.)US | Erstveröffentlichung: 28. April 2018 Kanye West feat. T.I. |
| 2018 | That’s On Me (Remix) Ain’t No Goin’ Back          | — | — | — | — | US— PlatinUS | Erstveröffentlichung: 26. Oktober 2018 Yella Beezy feat. 2 Chainz, T.I., Rich the Kid, Jeezy, Boosie Badazz & Trapboy Freddy |

## Promoveröffentlichungen
Promo-Singles
- 2001: I’m Serious (als I’m Serious feat. Beenie Man)
- 2007: Hurt (feat. Alfamega & Busta Rhymes)

## Statistik

### Chartauswertung
|                     | DE    | AT    | CH    | UK    | US     |
| ------------------- | ----- | ----- | ----- | ----- | ------ |
| Nummer-eins-Alben   | DE—DE | AT—AT | CH—CH | UK—UK | US3US  |
| Top-10-Alben        | DE—DE | AT—AT | CH—CH | UK—UK | US8US  |
| Alben in den Charts | DE3DE | AT—AT | CH4CH | UK4UK | US14US |

|                       | DE    | AT    | CH    | UK     | US     |
| --------------------- | ----- | ----- | ----- | ------ | ------ |
| Nummer-eins-Singles   | DE1DE | AT1AT | CH1CH | UK1UK  | US4US  |
| Top-10-Singles        | DE3DE | AT3AT | CH4CH | UK6UK  | US11US |
| Singles in den Charts | DE9DE | AT6AT | CH8CH | UK17UK | US55US |

### Auszeichnungen für Musikverkäufe
| Goldene Schallplatte - Australien - 2005: für die Single Soldier - 2008: für das Album Paper Trail - 2014: für die Single No Mediocre - Brasilien - 2024: für die Single Change Your Life - Dänemark - 2009: für die Single Live Your Life - Italien - 2023: für die Single Live Your Life - Kanada - 2007: für den Ringtone Shoulder Lean... - 2007: für das Album King - 2007: für das Album T.I. vs. T.I.P. - 2015: für die Single No Mediocre - Neuseeland - 2005: für die Single Soldier - 2008: für die Single Whatever You Like - 2009: für die Single Big Things Poppin’ (Do It) - 2014: für die Single I Wish - 2016: für die Single No Mediocre - Vereinigte Staaten - 2021: für das Lied Drive Slow Platin-Schallplatte - Australien - 2009: für die Single Live Your Life - 2009: für die Single Dead and Gone - 2013: für die Single Guns and Roses - Belgien - 2013: für die Single Blurred Lines - Brasilien - 2023: für die Single My Love - Dänemark - 2007: für die Single My Love - 2013: für die Single Blurred Lines - Kanada - 2007: für den Ringtone What You Know - 2008: für das Album Paper Trail - Neuseeland - 2008: für die Single Live Your Life - 2009: für die Single Dead and Gone - 2024: für die Single I’m a Flirt (Remix) - Spanien - 2014: für das Streaming Blurred Lines - 2024: für die Single Blurred Lines - Vereinigte Staaten - 2023: für das Lied Foreva | 2× Platin-Schallplatte - Australien - 2008: für die Single My Love - Kanada - 2007: für den Ringtone My Love - Neuseeland - 2021: für das Album Paper Trail - Norwegen - 2013: für die Single Blurred Lines - Schweden - 2013: für die Single Blurred Lines 3× Platin-Schallplatte - Brasilien - 2024: für die Single Blurred Lines - Mexiko - 2014: für die Single Blurred Lines - Neuseeland - 2024: für die Single My Love 4× Platin-Schallplatte - Dänemark - 2014: für das Streaming Blurred Lines - Italien - 2014: für die Single Blurred Lines 6× Platin-Schallplatte - Neuseeland - 2015: für die Single Blurred Lines 9× Platin-Schallplatte - Australien - 2014: für die Single Blurred Lines - Kanada - 2014: für die Single Blurred Lines Diamantene Schallplatte - Frankreich - 2013: für die Single Blurred Lines |

Anmerkung: Auszeichnungen in Ländern aus den Charttabellen bzw. Chartboxen sind in ebendiesen zu finden.
| Land/RegionAuszeichnungen für Musikverkäufe (Land/Region, Auszeichnungen, Verkäufe, Quellen) | Silber     | Gold       | Platin         | Diamant     | Verkäufe   | Quellen                           |
| -------------------------------------------------------------------------------------------- | ---------- | ---------- | -------------- | ----------- | ---------- | --------------------------------- |
| Australien (ARIA)                                                                            | —          | 3× Gold3   | 14× Platin14   | —           | 1.085.000  | aria.com.au                       |
| Belgien (BRMA)                                                                               | —          | —          | Platin1        | —           | 30.000     | ultratop.be                       |
| Brasilien (PMB)                                                                              | —          | Gold1      | 4× Platin4     | —           | 270.000    | pro-musicabr.org.br               |
| Dänemark (IFPI)                                                                              | —          | Gold1      | 6× Platin6     | —           | 45.500     | ifpi.dk                           |
| Deutschland (BVMI)                                                                           | —          | Gold1      | 4× Platin4     | —           | 1.350.000  | musikindustrie.de                 |
| Finnland (IFPI)                                                                              | —          | —          | —              | —           | 18.590     | ifpi.fi                           |
| Frankreich (SNEP)                                                                            | —          | —          | —              | Diamant1    | 292.500    | snepmusique.com                   |
| Italien (FIMI)                                                                               | —          | Gold1      | 4× Platin4     | —           | 170.000    | fimi.it                           |
| Kanada (MC)                                                                                  | —          | 4× Gold4   | 13× Platin13   | —           | 1.080.000  | musiccanada.com                   |
| Mexiko (AMPROFON)                                                                            | —          | —          | 3× Platin3     | —           | 120.000    | amprofon.com.mx                   |
| Neuseeland (RMNZ)                                                                            | —          | 5× Gold5   | 14× Platin14   | —           | 305.000    | aotearoamusiccharts.co.nz NZ2 NZ3 |
| Norwegen (IFPI)                                                                              | —          | —          | 2× Platin2     | —           | 20.000     | ifpi.no                           |
| Österreich (IFPI)                                                                            | —          | —          | Platin1        | —           | 30.000     | ifpi.at                           |
| Schweden (IFPI)                                                                              | —          | —          | 2× Platin2     | —           | 80.000     | sverigetopplistan.se              |
| Schweiz (IFPI)                                                                               | —          | —          | 3× Platin3     | —           | 90.000     | hitparade.ch                      |
| Spanien (Promusicae)                                                                         | —          | —          | 2× Platin2     | —           | 60.000     | elportaldemusica.es ES2           |
| Vereinigte Staaten (RIAA)                                                                    | —          | 21× Gold21 | 59× Platin59   | Diamant1    | 78.800.000 | riaa.com                          |
| Vereinigtes Königreich (BPI)                                                                 | 4× Silber4 | 2× Gold2   | 8× Platin8     | —           | 5.860.000  | bpi.co.uk                         |
| Insgesamt                                                                                    | 4× Silber4 | 39× Gold39 | 140× Platin140 | 2× Diamant2 |            |                                   |